# Франческо Ачербі
Франческо Ачербі (італ. Francesco Acerbi, нар. 10 лютого 1988, Віццоло-Предабіссі) — італійський футболіст, центральний захисник клубу «Інтернаціонале» та національної збірної Італії.

## Клубна кар'єра
Народився 10 лютого 1988 року в місті Віццоло-Предабіссі. Вихованець юнацьких команд футбольних клубів «Павія» та «Спеція».
У дорослому футболі дебютував 2005 року виступами за команду клубу «Павія», в якій протягом двох сезонів взяв участь лише в одному матчі чемпіонату. 
Згодом з 2007 по 2012 рік грав у складі команд клубів «Ренате», «Павія», «Трієстина», «Спеція», «Реджина» та «К'єво».
Своєю грою за останню команду привернув увагу представників тренерського штабу «Мілана», до складу якого приєднався 2012 року. Відіграв за «россонері» лише половину сезону своєї ігрової кар'єри.
Протягом частини 2013 року знову захищав кольори клубу «К'єво».
2013 року перейшов до клубу «Сассуоло», в якому провів наступні п'ять сезонів Відтоді встиг відіграти за команду із Сассуоло 30 матчів в національному чемпіонаті.
11 липня 2018 року досвідчений захисник уклав п'ятирічний контракт з римським «Лаціо». Як і в попередньому клубі, отримав постійне місце у складі нової команди. Розглядався як реальний кандидат на перевищення досягнення Хав'єра Санетті за кількістю турів Серії A поспіль, в яких виходив на поле. Результат Санетті становив 162 матчі, а серія Ачербі перервалася на позначці 149, коли 20 січня 2019 року він отримав червону картку і, відповідно, був змушений пропустити наступну гру чемпіонату.

## Виступи за збірну
У листопаді 2014 року дебютував в офіційних матчах у складі національної збірної Італії, вийшовши на заміну наприкінці товариської гри проти збірної Албанії.

## Статистика виступів

### Статистика клубних виступів
| Сезон              | Команда            | Чемпіонат          | Чемпіонат | Чемпіонат | Національний кубок | Національний кубок | Національний кубок | Континентальні кубки | Континентальні кубки | Континентальні кубки | Інші змагання | Інші змагання | Інші змагання | Усього | Усього |
| Сезон              | Команда            | Ліга               | Ігор      | Голів     | Ліга               | Ігор               | Голів              | Ліга                 | Ігор                 | Голів                | Ліга          | Ігор          | Голів         | Ігор   | Голів  |
| ------------------ | ------------------ | ------------------ | --------- | --------- | ------------------ | ------------------ | ------------------ | -------------------- | -------------------- | -------------------- | ------------- | ------------- | ------------- | ------ | ------ |
| 2005–06            | Павія              | C1                 | 1         | 0         | КІ+КІ-C            | 0+2                | 0                  | -                    | -                    | -                    | -             | -             | -             | 3      | 0      |
| 2006–07            | Павія              | C1                 | 0         | 0         | КІ                 | 0                  | 0                  | -                    | -                    | -                    | -             | -             | -             | 0      | 0      |
| 2007               | Ренате             | D                  | 1         | 0         | -                  | -                  | -                  | -                    | -                    | -                    | -             | -             | -             | 1      | 0      |
| 2006–07            | Павія              | C1                 | 1         | 0         | -                  | -                  | -                  | -                    | -                    | -                    | -             | -             | -             | 1      | 0      |
| 2007–08            | Спеція             | B                  | 0         | 0         | КІ                 | 0                  | 0                  | -                    | -                    | -                    | -             | -             | -             | 0      | 0      |
| 2008–09            | Павія              | 2D                 | 22        | 2         | КІ-ЛП              | 3                  | 0                  | -                    | -                    | -                    | -             | -             | -             | 25     | 2      |
| 2009–10            | Павія              | 2D                 | 24+2      | 1         | КІ-ЛП              | 1                  | 0                  | -                    | -                    | -                    | -             | -             | -             | 25     | 1      |
| Усього Павія       | Усього Павія       | Усього Павія       | 48+2      | 3         |                    | 6                  | 0                  |                      | -                    | -                    |               | -             | -             | 56     | 3      |
| 2010–11            | Реджина            | B                  | 40+2      | 2         | КІ                 | 1                  | 0                  | -                    | -                    | -                    | -             | -             | -             | 43     | 2      |
| 2011–12            | К'єво              | A                  | 17        | 1         | КІ                 | 3                  | 0                  | -                    | -                    | -                    | -             | -             | -             | 20     | 1      |
| 2013               | Мілан              | A                  | 6         | 0         | КІ                 | 2                  | 0                  | ЛЧ                   | 2                    | 0                    | -             | -             | -             | 10     | 0      |
| 2013               | К'єво              | A                  | 7         | 0         | КІ                 | -                  | -                  | -                    | -                    | -                    | -             | -             | -             | 7      | 0      |
| Усього К'єво       | Усього К'єво       | Усього К'єво       | 24        | 1         |                    | 3                  | 0                  |                      | -                    | -                    |               | -             | -             | 27     | 1      |
| 2013–14            | Сассуоло           | A                  | 13        | 0         | КІ                 | 0                  | 0                  | -                    | -                    | -                    | -             | -             | -             | 13     | 0      |
| 2014–15            | Сассуоло           | A                  | 32        | 3         | КІ                 | 0                  | 0                  | -                    | -                    | -                    | -             | -             | -             | 32     | 3      |
| 2015–16            | Сассуоло           | A                  | 36        | 4         | КІ                 | 2                  | 0                  | -                    | -                    | -                    | -             | -             | -             | 38     | 4      |
| 2016–17            | Сассуоло           | A                  | 38        | 4         | КІ                 | 1                  | 0                  | ЛЄ                   | 10                   | 0                    | -             | -             | -             | 49     | 4      |
| 2017–18            | Сассуоло           | A                  | 38        | 0         | КІ                 | 3                  | 0                  | -                    | -                    | -                    | -             | -             | -             | 41     | 0      |
| Усього за Сассуоло | Усього за Сассуоло | Усього за Сассуоло | 157       | 11        |                    | 6                  | 0                  |                      | 10                   | 0                    |               | -             | -             | 173    | 11     |
| 2018–19            | «Лаціо»            | A                  | 37        | 3         | КІ                 | 5                  | 0                  | ЛЄ                   | 8                    | 0                    | -             | -             | -             | 50     | 3      |
| 2019–20            | «Лаціо»            | A                  | 36        | 2         | КІ                 | 2                  | 0                  | ЛЄ                   | 6                    | 0                    | СІ            | 1             | 0             | 45     | 2      |
| 2020–21            | «Лаціо»            | A                  | 32        | 0         | КІ                 | 2                  | 1                  | ЛЄ                   | 8                    | 0                    | -             | -             | -             | 42     | 1      |
| 2021–22            | «Лаціо»            | A                  | 30        | 4         | КІ                 | 0                  | 0                  | ЛЄ                   | 6                    | 0                    | -             | -             | -             | 36     | 4      |
| Усього за «Лаціо»  | Усього за «Лаціо»  | Усього за «Лаціо»  | 135       | 9         |                    | 9                  | 1                  |                      | 28                   | 0                    |               | 1             | -             | 173    | 10     |
| Усього за кар'єру  | Усього за кар'єру  | Усього за кар'єру  | 415       | 26        |                    | 27                 | 1                  |                      | 40                   | 0                    |               | 1             | 0             | 483    | 27     |

### Статистика виступів за збірну
| Дата       | Місто             | Господарі            | Результат  | Гості                | Турнір                                    | Голи | Примітки |
| ---------- | ----------------- | -------------------- | ---------- | -------------------- | ----------------------------------------- | ---- | -------- |
| 18-11-2014 | Генуя             | Італія               | 1 – 0      | Албанія              | товариський матч                          | -    | 81'      |
| 29-3-2016  | Мюнхен            | Німеччина            | 4 – 1      | Італія               | товариський матч                          | -    |          |
| 20-11-2018 | Генк              | Італія               | 1 – 0      | США                  | товариський матч                          | -    |          |
| 8-9-2019   | Тампере           | Фінляндія            | 1 – 2      | Італія               | Відбір до ЧЄ 2020                         | -    |          |
| 12-10-2019 | Рим               | Італія               | 2 – 0      | Греція               | Відбір до ЧЄ 2020                         | -    |          |
| 15-11-2019 | Зениця            | Боснія і Герцеговина | 0 – 3      | Італія               | Відбір до ЧЄ 2020                         | 1    |          |
| 4-9-2020   | Флоренція         | Італія               | 1 – 1      | Боснія і Герцеговина | Ліга націй УЄФА 2020—2021 - груповий етап | -    |          |
| 7-10-2020  | Флоренція         | Італія               | 6 – 0      | Молдова              | товариський матч                          | -    |          |
| 11-10-2020 | Гданськ           | Польща               | 0 – 0      | Італія               | Ліга націй УЄФА 2020—2021 - груповий етап | -    | 90+1'    |
| 15-11-2020 | Реджо-нель-Емілія | Італія               | 2 – 0      | Польща               | Ліга націй УЄФА 2020—2021 - груповий етап | -    |          |
| 18-11-2020 | Сараєво           | Боснія і Герцеговина | 0 – 2      | Італія               | Ліга націй УЄФА 2020—2021 - груповий етап | -    |          |
| 28-3-2021  | Софія             | Болгарія             | 0 – 2      | Італія               | Відбір до ЧС 2022                         | -    |          |
| 31-3-2021  | Вільнюс           | Литва                | 0 – 2      | Італія               | Відбір до ЧС 2022                         | -    | 88'      |
| 4-6-2021   | Болонья           | Італія               | 4 – 0      | Чехія                | товариський матч                          | -    | 64'      |
| 16-6-2021  | Рим               | Італія               | 3 – 0      | Швейцарія            | ЧЄ 2020 - груповий етап                   | -    | 26'      |
| 20-6-2021  | Рим               | Італія               | 1 – 0      | Уельс                | ЧЄ 2020 - груповий етап                   | -    | 46'      |
| 26-6-2021  | Лондон            | Італія               | 2 – 1 д.ч. | Австрія              | ЧЄ 2020 - 1/8 фіналу                      | -    |          |
| 2-9-2021   | Флоренція         | Італія               | 1 – 1      | Болгарія             | Відбір до ЧС 2022                         | -    |          |
| 8-9-2021   | Реджо-нель-Емілія | Італія               | 5 – 0      | Литва                | Відбір до ЧС 2022                         | -    |          |
| 10-10-2021 | Турин             | Італія               | 2 – 1      | Бельгія              | Ліга націй УЄФА 2020—2021 - 3-тє місце    | -    |          |
| 12-11-2021 | Рим               | Італія               | 1 – 1      | Швейцарія            | Відбір до ЧС 2022                         | -    |          |
| 15-11-2021 | Белфаст           | Північна Ірландія    | 0 – 0      | Італія               | Відбір до ЧС 2022                         | -    |          |
| 29-3-2022  | Конья             | Туреччина            | 2 – 3      | Італія               | товариський матч                          | -    |          |
| 4-6-2022   | Болонья           | Італія               | 1 – 1      | Німеччина            | Ліга націй УЄФА 2022—2023 - груповий етап | -    |          |
| 11-6-2022  | Вулвергемптон     | Англія               | 0 – 0      | Італія               | Ліга націй УЄФА 2022—2023 - груповий етап | -    |          |
| Усього     |                   | Матчів               | 3          |                      | Голів                                     | 0    |          |

## Титули і досягнення
- Чемпіон Італії (1):

«Інтернаціонале»: 2023–24
- Володар Кубка Італії (2):

«Лаціо»: 2018-19
«Інтернаціонале»: 2022–23
- Володар Суперкубка Італії з футболу (3):

«Лаціо»: 2019
«Інтернаціонале»: 2022, 2023
Збірні
- Чемпіон Європи: 2020